# جاده ئی۹۲ اروپا
جاده ئی۹۲ اروپا (به انگلیسی: European route E92) یکی از جاده‌های اصلی قاره اروپا است که در کشور یونان قرار دارد.
این جاده که از شهر ایگومنیتسا شروع شده، در شهر ولس به پایان می‌رسد و ۳۵۰ کیلومتر مسافت دارد.